# Al Nassma Chocolate
Al Nassma Chocolate LLC je společnost, která vyrábí a produkuje čokolád z vebloudího mléka. Společnost byla založena v Dubaji v roce 2008 a prodává své produkty v Dubaji, Hong Kongu, Malajsii a Evropě.

## Historie společnosti
Čokoláda Al Nassma je první značka čokolády z velbloudího mléka ve Spojených arabských emirátech. Byla založená 22. října 2008. Vývoj a start značky trval téměř čtyři roky. 

## Produkty
Mezi produkty společnosti patří 70g čokoládové tyčinky z velbloudího mléka v několika příchutích. Tyčinky se připravují z plnotučného mléka, ořechu a 70% kakao (tmavé), arábie (směs arabského koření jako kardamom a skořice), makadamového pomeranč a datlí. Čokolády ve tvaru velblouda s názvem Camel Caravan se vyrábí s makadamovou ořechovou a medovou krémovou náplní. Produkt připomíná duté postavy velbloudů. Společnost produkuje i různé druhy pralinek . 
V arabské kuchyni se tradičně používá velbloudí mléko v různých podobách.
70g čokoládové tyčinky jsou zabaleny do dvojité potištěné zlaté fólie. Pralinky jsou balené v krabicích připomínajících velbloudí kůži. Pro produkt napodobující velbloudí karavanu se používají dřevěné krabice pocházející z Německa. Figurky velbloudů, které jsou součástí balení, jsou zabaleny ve zlaté fólii a balené v dárkových krabicích.

## Výrobní proces
Al Nassma vyrábí vlastní čokolády z kakaových bobů. V roce 2006 společnost zřídila výrobní závod s certifikací Halal. Mléko, ze kterého se čokolády vyrábí, pochází od velbloudů na farmě Camelicious v Umm Nahad. Farma patří do Emirates Industry for Camel Milk & Products (EICMP). Farma chová přes 3500 velbloudů. Velbloudi se dojí dvakrát denně, čímž se získá přibližně 5 000 litrů syrového velbloudího mléka, které je pasterizováno v mlékárně s certifikací ISO 22000. Část mléka je stáčena do lahví k prodeji pod značkou Camelicious. Zbytek je lyofilizován a letecky přepravován do továrny v Rakousku, kde se vyrábí samotná čokoláda.
Al Nassma využívá přibližně 150 ml čerstvého a pasterizovaného velbloudího mléka v jedné tabulce plnotučné mléčné čokolády.
Lisování většiny produktů a také většiny obalů se provádí v sídle společnosti v Dubaji ve Spojených arabských emirátech.

## Šíření a dosah
Od svého založení v roce 2008 prodává Al Nassma svou čokoládu z velbloudího mléka především prostřednictvím kiosků ve tvaru velblouda. Na velbloudí farmě Camelicious v poušti je také značkový obchod Al Nassma.
V Dubai Mall jsou prodejní kiosky, včetně At the Top, Burj Khalifa, Burj Al Arab, Souk Madinat Jumeirah, Jumeirah Hotels & Resorts, Bab Al Shams Hotel, Emirates Towers Hotel, Atlantis, The Palm, Kempinski, Grand Hyatt a Anantara Hotels & Resorts . Prodává se v bezcelních prodejnách v oblasti Perského zálivu, včetně Dubaj Duty Free a Katar Duty Free.
V roce 2009 začala Al Nassma vyvážet své čokolády z velbloudího mléka prostřednictvím UPS do Japonska, Hongkongu, Malajsie, Spojených států amerických,  Německa, Švýcarska, Rakouska, České republiky, Francie a Spojeného království.
Produkty se prodávají v maloobchodních prodejnách v nákupních centrech, hotelech a letoviscích Spojených arabských emirátů a v několika zemích bez cla . Od roku 2013 se prodávají také v Julius Meinl am Graben ve Vídni a v Praze a od začátku roku 2014 v Selfridges v Londýně a KaDeWe v Berlíně.
V červnu 2014 Al Nassma a společnost Heinemann zahájila bezcelní prodej ve duty free obchodech ve Vídni a Istanbulu a na výletních lodích společnosti MSC Cruises. 